# Marta Reyero
Marta Reyero Echevarría, née en 1965 à León (Espagne), est une journaliste espagnole.

## Biographie
Marta Reyero étudie la philosophie et la littérature à l'Université d'Oviedo et obtient une licence en publicité à l'Université du Pays basque. Elle commence sa carrière de journaliste à la fin des années 1980 chez Radio Asturias Cadena SER, puis chez TVE Asturias. Une fois à Madrid, elle travaille à la radio Hora 25, alors dirigée par Carlos Llamas, et aussi à la Cadena SER, entre 1992 et 1994. Elle est recrutée par le groupe Prisa TV en 1994; elle travaille dans l'émission d'information Redacción sur Canal +, en 1999 dans l'édition nocturne de CNN+ et depuis 2005 sur la chaîne Cuatro. Depuis 2006, elle présente le journal télévisé de la mi-journée et du soir durant le week-end.
En 2011, elle apparaît dans la série Crematorio.

### Distinctions
En 2011, Marta Reyero reçoit le prix Antena de Oro dans la catégorie télévision.